# Брогам

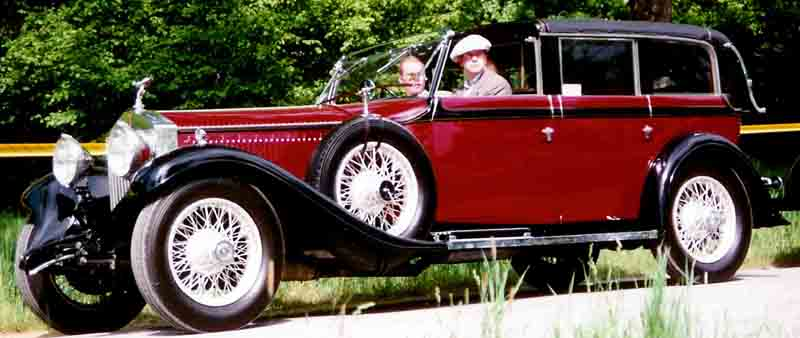
Rolls-Royce Phantom II

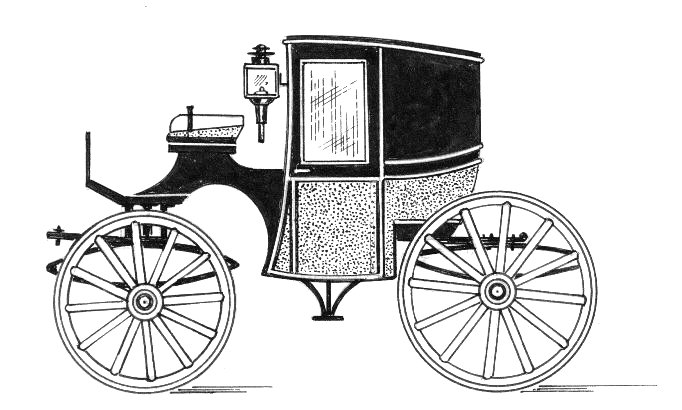
екіпаж Брогама

Бро́гам (англ. brougham, правильне читання: бру́ем або, на американську манеру, бром) — пасажирський кузов, частина даху якого відкривається над переднім рядом сидінь. Даний вид кузова, в основному, є модифікацією кузова типу лімузин, має два або три ряди сидінь і засклену перегородку за першим рядом сидінь.

## Історія
Свою назву отримав в спадок від однойменного екіпажа, винайденого в першій половині XIX століття англійським лордом Брогамом (Brougham). Будучи високорослою людиною, лорд Брогам часто мав труднощі при сіданні в карету і виході з неї. В кареті, як відомо, двері розміщені посередині пасажирського салону, а посадкові місця — відповідно в передній і задній частинах. Через це, в 1838 році лорд Брогам за власним ескізом в каретній майстерні «Barker and Company» замовив новий екіпаж. Це була відносно невелика закрита карета, з двомісним сидінням відразу за дверною проймою і без бокових вікон в задній частині салону. Кучер, як і належало в тоді, знаходився ззовні. Такий кузов прийшовся до душі каретникам, і вони поширили його, охрестивши екіпажем Брогама, або просто «брогамом».
На автомобілі цей тип кузова був вперше застосований в США: кузовна компанія Вільяма Брюстера в 1905 році розпочала випуск машин на французькому шасі Delaunay-Belleville з відкритим водійським місцем і пасажирським салоном без бокових вікон.
Автомобілі з таким типом кузова мали широке поширення аж до Другої світової війни. Брогамом оснащувались шасі найпрестижніших марок, це були шикарні автомобілі, наприклад: Bugatti Type 41 (Royale) Coupé Napoleon; Bugatti Type 41 Coupe de Ville; Rolls-Royce Phantom II.
По закінченню війни, коли практичність почала переважати розкіш, Brougham закінчив своє існування і зараз не використовується.
Менш з тим, слово «Brougham» продовжували вживати, але для позначення моделей з покращеною комфортністю. Так, в 1916 році, вперше було випущено «Кадиллак-Бруем», з повністю закритим кузовом.